# Villarreal CF B
A Villarreal CF B egy spanyol labdarúgóklub, a Villarreal CF tartalékcsapata. A klubot 1999-ben alapították, a másodosztályban szerepel.

## Játékoskeret
2022. szeptember 24-i állapotnak megfelelően.
| #  |     | Poszt | Név                                                  |
| -- | --- | ----- | ---------------------------------------------------- |
| 1  | DEN | K     | Filip Jörgensen                                      |
| 2  | ESP | V     | Migue Leal                                           |
| 3  | ESP | V     | Dani Tasende                                         |
| 4  | ESP | V     | Adrián de la Fuente ()                               |
| 5  | ESP | V     | Sergio Carreira (kölcsönben a Celta Vigo csapatától) |
| 6  | ESP | KP    | Alberto del Moral                                    |
| 7  | ESP | CS    | Diego Collado                                        |
| 8  | ESP | KP    | Carlo Adriano                                        |
| 9  | ESP | CS    | Juan Carlos Arana                                    |
| 10 | ESP | KP    | Javi Ontiveros                                       |
| 11 | ESP | CS    | Fer Niño                                             |
| 12 | ESP | CS    | Iker Goujón                                          |

| #  |     | Poszt | Név                                                |
| -- | --- | ----- | -------------------------------------------------- |
| 13 | AND | K     | Iker Álvarez                                       |
| 14 | FRA | CS    | Haissem Hassan                                     |
| 15 | RUS | KP    | Nyikita Ioszifov                                   |
| 17 | ESP | CS    | Álex Forés                                         |
| 18 | ESP | V     | Carlos Romero                                      |
| 19 | ESP | V     | Pablo Íñiguez                                      |
| 20 | ESP | KP    | Antonio Pacheco                                    |
| 21 | ESP | KP    | Sergio Lozano                                      |
| 22 | ARG | KP    | Tiago Geralnik                                     |
| 23 | SEN | V     | Mamadou Fall (kölcsönben a Los Angeles csapatától) |
| 24 | ECU | KP    | Liberman Torres                                    |
| 25 | ESP | K     | Gianni Cassaro                                     |

## Az egyes szezonok
| Szezon    | Osztály    | Poz. | Copa del Rey |
| --------- | ---------- | ---- | ------------ |
| 99-00-től | Regionális | —    |              |
| 02-03-ig  | Regionális | —    |              |
| 2003/04   | 3ª         | 3.   |              |
| 2004/05   | 3ª         | 5.   |              |
| 2005/06   | 3ª         | 1.   |              |
| 2006/07   | 3ª         | 2.   |              |
| 2007/08   | 2ªB        | 11.  |              |
| 2008/09   | 2ªB        | 2.   |              |

| Szezon  | Osztály | Poz. | Copa del Rey |
| ------- | ------- | ---- | ------------ |
| 2009/10 | 2ª      | 7.   |              |
| 2010/11 | 2ª      | 17.  |              |
| 2011/12 | 2ª      | 12.  |              |
| 2012/13 | 2ªB     | 9.   |              |
| 2013/14 | 2ªB     | 11.  |              |
| 2014/15 | 2ªB     | 10.  |              |
| 2015/16 | 2ªB     | 2.   |              |
| 2016/17 | 2ªB     | 6.   |              |

| Szezon  | Osztály | Poz.  | Copa del Rey |
| ------- | ------- | ----- | ------------ |
| 2017/18 | 2ªB     | 2.    |              |
| 2018/19 | 2ªB     | 3.    |              |
| 2019/20 | 2ªB     | 6.    |              |
| 2020/21 | 2ªB     | 3./6. |              |
| 2021/22 | 1ª RFEF | 2.    |              |
| 2022/23 | 2ª      | 6.    |              |

## Külső hivatkozások
- Hivatalos weboldal